# Liste der Kulturdenkmale in Kunnerwitz
In der Liste der Kulturdenkmale in Kunnerwitz sind sämtliche Kulturdenkmale des Görlitzer Ortsteils Kunnerwitz verzeichnet, die bis Oktober 2017 vom Landesamt für Denkmalpflege Sachsen erfasst wurden (ohne archäologische Kulturdenkmale). Die Anmerkungen sind zu beachten.
Diese Liste ist eine Teilliste der Liste der Kulturdenkmale in Görlitz.

## Liste der Kulturdenkmale in Kunnerwitz
| Bild                                    | Bezeichnung | Lage                                                              | Datierung | Beschreibung | ID       |
| --------------------------------------- | --- | ----------------------------------------------------------------- | --- | --- | -------- |
| Direkt Bild zu diesem Denkmal hochladen | Wohnstallhaus | An der Landeskrone 1 (Karte)                                      | Nach 1800 | Obergeschoss Fachwerk, baugeschichtlich von Bedeutung. Bis April 2009 irrtümlich auch Nummer 1a in der Adresse aufgeführt, Nummer 1a kein Denkmal. | 09269714 |
| Weitere Bilder                          | Rittergut Kunnerwitz (Sachgesamtheit) | An der Landeskrone 11 (Karte)                                     | 17./18. Jahrhundert | Sachgesamtheit Rittergut Kunnerwitz mit folgenden Einzeldenkmalen: Herrenhaus, Gutsscheune und drei Wirtschaftsgebäude, davon das südliche Gebäude mit Wohnhausanbau, Hofpflaster, das Denkmal der Liebe, eine Brücke und eine Steinbank im Gutspark und zwei Teiche (siehe unter gleicher Anschrift Obj. 09269710) sowie der Gutspark (Gartendenkmal); baugeschichtlich, ortsgeschichtlich und landschaftsgestaltend von Bedeutung | 09302718 |
| Weitere Bilder                          | Herrenhaus, Gutscheune und drei Wirtschaftsgebäude, davon das südliche Gebäude mit Wohnhausanbau, Hofpflaster, das Denkmal der Liebe, eine Brücke und eine Steinbank im Gutspark sowie zwei Teiche (Einzeldenkmale zu ID-Nr. 09302718) | An der Landeskrone 11 (Karte)                                     | 2. Hälfte 18. Jahrhundert (Herrenhaus); 18. Jahrhundert (Gutsscheune); 18./19. Jahrhundert (Wirtschaftsgebäude); 19. Jahrhundert (Denkmal der Liebe)        | Einzeldenkmale der Sachgesamtheit Rittergut Kunnerwitz; ab 1888 Stadtgut, baugeschichtlich und ortsgeschichtlich von Bedeutung | 09269710 |
|                                         | Häusleranwesen | An der Landeskrone 25 (Karte)                                     | Um 1800 | Erdgeschoss und Obergeschoss Fachwerk, baugeschichtlich und straßenbildprägend von Bedeutung | 09269709 |
| Direkt Bild zu diesem Denkmal hochladen | Walderholung Lungenheilstätte | An der Landeskrone 9, im nördlichen Bereich des Gutsparks (Karte) | 1907 | Gegründet durch Dr. Kahlbaum aus Görlitz im Gutspark, langer eingeschossiger Bau in Fachwerkkonstruktion, ortsgeschichtlich von Bedeutung | 09269711 |
| Direkt Bild zu diesem Denkmal hochladen | Wohnstallhaus mit angebautem Seitengebäude und Scheune eines Bauernhofes | Ober-Auenweg 3 (Karte)                                            | Bezeichnet mit 1805 | Baugeschichtlich und wirtschaftsgeschichtlich von Bedeutung, Wohnstallhaus preußisches Fachwerk | 09269708 |
| Direkt Bild zu diesem Denkmal hochladen | Wohnstallhaus, Scheune und Seitengebäude eines Bauernhofes | Ober-Auenweg 5 (Karte)                                            | Um 1850 | Baugeschichtlich und wirtschaftsgeschichtlich von Bedeutung, Seitengebäude Obergeschoss verbrettert | 09269707 |
|                                         | Denkmal 100 Jahre Völkerschlacht | Weinhübler Straße (Karte)                                         | Bezeichnet mit 1913 | Mit Adler auf Postament aus regelmäßigen Granitsteinen. Inschrift: „100 Jahre Völkerschlacht / 1813-1913“, ortsgeschichtlich von Bedeutung | 09269798 |
|                                         | Kriegerdenkmal für die Gefallenen des Ersten Weltkrieges | Weinhübler Straße (Karte)                                         | Nach 1918 | Umgesetzt aus Deutsch Ossig, Straße der Freundschaft, Granitstele, ortsgeschichtlich von Bedeutung | 09269797 |
| Direkt Bild zu diesem Denkmal hochladen | Wohnstallhaus und Seitengebäude eines Bauernhofes | Weinhübler Straße 7 (Karte)                                       | 1. Hälfte 19. Jahrhundert | Wohnstallhaus Obergeschoss Fachwerk verbrettert, Nebengebäude Kreuzstreben-Fachwerk, baugeschichtlich von Bedeutung | 09269716 |
| Direkt Bild zu diesem Denkmal hochladen | Alte Schule; Pfarrhaus; Erlöserkirche Kunnerwitz; Friedhof Kunnerwitz (Sachgesamtheit) | Weinhübler Straße 17, 18, 18a, 18a (bei) (Karte)                  | 19. Jahrhundert | Sachgesamtheit bestehend aus den Einzeldenkmalen: Schule mit Nebengebäude (Obj. 09269703, Weinhübler Straße 17), Pfarrhaus mit Nebengebäude (Obj. 09269704, Weinhübler Straße 18), Kirche (Obj. 09302721, Weinhübler Straße 18a), Leichenhaus, 14 Grabmale, zwei Grabanlagen, Gräberanlage für Gefallene des Zweiten Weltkrieges und Einfriedungsmauer (Obj. 09269702, bei Weinhübler Straße 18a) sowie Friedhof, die Achsen- und Wegeanlage mit Alleen (Gartendenkmal); baugeschichtlich und ortsgeschichtlich von Bedeutung | 09304262 |
| Direkt Bild zu diesem Denkmal hochladen | Schule mit Nebengebäude (Einzeldenkmal zu ID-Nr. 09304262) | Weinhübler Straße 17 (Karte)                                      | 1839 | Einzeldenkmal der oben genannten Sachgesamtheit; zeit- und stilgleich mit der Kirche gebaut, baugeschichtlich und ortsgeschichtlich von Bedeutung | 09269703 |
|                                         | Pfarrhaus mit Nebengebäude (Einzeldenkmal zu ID-Nr. 09304262) | Weinhübler Straße 18 (Karte)                                      | 1839 | Einzeldenkmal der oben genannten Sachgesamtheit; ursprünglich zeit- und stilgleich mit der Kirche gebaut, etwas umgebaut, baugeschichtlich und ortsgeschichtlich von Bedeutung | 09269704 |
|                                         | Kirche (Einzeldenkmal zu ID-Nr. 09304262) | Weinhübler Straße 18a (Karte)                                     | 1839 | Einzeldenkmal der oben genannten Sachgesamtheit; in Formen einer frühchristlichen Basilika erbaut, Rundbogenstil, baugeschichtlich und ortsgeschichtlich von Bedeutung. Die Kirche in den Formen einer frühchristlichen Basilika wurde 1836–39 nach Entwürfen des preußischen Oberlandbauamtes erbaut und weist deutliche Bezüge zum Schaffen Karl Friedrich Schinkels auf (1977–81 wurde der Boden bis auf die Höhe der ersten Emporengeschosses verlegt, dadurch ist der ursprüngliche Raumcharakter verloren gegangen). Einheitlich romanisierender, gewesteter Sandsteinbau mit schmalem, eingezogenem, gerade geschlossenem Chor, vier große Rundbogenfenster an den Längsseiten der schmalen Seitenschiffe, darunter kleinere Flachbogenfenster, durch Gurtgesims getrennt. Im Westen großes Halbkreisfenster über einer Dreiergruppe von kleineren Rundbogenfenstern. Die Ostfassade mit nur wenig hervortretendem Turm, Haupteingang mit Vorhalle und Rundbogenportal mit getrepptem Gewände, seitlich daneben je ein weiteres Rundbogenportal. Über dem Hauptgesims ein von zwei kleinen Türmen flankiertes Geschoß mit drei Gruppen von blinden Rundbogenfenstern, darüber erhebt sich in drei Geschossen der obere Teil des quadratischen Turmes, als Abschluss ein Faltdach. – Im Inneren offener Dachstuhl und doppelte Holzemporen in den Seitenschiffen, Orgelempore im Osten, ornamentale Malereien an den Emporenbrüstungen und Mittelschiffswänden durch Walter Rhaue, datiert 1939. Einfache Steinmensa ohne Aufbau. Geschnitzte, oktogonale Holzkanzel mit farbigen Reliefbüsten der Evangelisten, datiert 1939. Das Buntglasfenster mit Christus in der Mandorla von 1933. Große Orgel von Schuster, 1914, auf pneumatischen Taschenladen, verändert. – Zum ursprünglichen architektonischen Gesamtentwurf gehören das Pfarrhaus im Süden, um 1900 erweitert, und die Kantorei mit anschließendem Schulgebäude im Norden. | 09302721 |
|                                         | Leichenhaus, 14 Grabmale, zwei Grabanlagen, Gräberanlage für Gefallene des Zweiten Weltkrieges und Einfriedungsmauer (Einzeldenkmal zu ID-Nr. 09304262)                                                                                | Weinhübler Straße 18a (bei) (Karte)                               | 19. Jahrhundert, 1. Drittel 20. Jahrhundert (Grabmale); 19. Jahrhundert (Leichenhalle); 1911–1917 (Grabanlage); 1945 (drei Reihen mit ca. 40 Einzelgräbern) | Einzeldenkmale Friedhof Kunnerwitz; baugeschichtlich und ortsgeschichtlich von Bedeutung. Leichenhäuschen: neugotischer Backsteinbau Soldatengräber: drei Reihen mit ca. 40 Einzelgräbern, darüber Holzkreuze Wandgrabmale: 1. Wandgrabanlage mit schmiedeeiserner Einfriedung: Gutsbesitzer Ernst Gäbler (1844-1931), K. Gustav Gäbler (1881-1911) 2. Grabanlage mit schmiedeeiserner Einfriedung: Robert Lucius (1880-1891), Fritz Lucius (1890-1917) Kreuzgrabmale aus Stein im nordöstlichen Bereich des Kirchhofs: 1. Albert Schwemler (1807-1846) 2. Julie Hausser (1819-1892) 3. Pauline Emilie Hausser (gestorben 1842) 4. August Eduard Hausser, Pastor in Kunnerwitz (1802-1886) 5. Georg Paul Otto Hausser (1848-1871) 6. Johann Daniel Leberecht Lipsius (1797-1855) 7. Heinrich Eduard Franz, Cantor und Lehrer (1812-1896) 8. Agnes Marie Schulz (1832-1851) 9. Tobias Vibrans (1785-1834) 10. Dorothe Vibrans (1792-1865) 11. Grabmal mit Medaillon, verwittert 12. Friedrich Albert Knauth (1809-1852) 13. Carl Demke, Pastor (1864-1917) 14. Berta Förster (1871-1904) | 09269702 |
|                                         | Wohnhaus und Einfriedung | Weinhübler Straße 19 (Karte)                                      | Bezeichnet mit 1917 | Baugeschichtlich von Bedeutung. Zusätzlicher Giebel an der Traufseite, originale Putzgliederungen. Einfriedung Dragtgitterzaun, original. | 09269705 |
| Weitere Bilder                          | Gasthaus „Zur Windmühle“ | Weinhübler Straße 22 (Karte)                                      | Bezeichnet mit 1869 | Vornehme Gestaltung mit Mittelrisalit mit flachem Dreiecksgiebel, baugeschichtlich und ortsgeschichtlich von Bedeutung | 09269706 |

## Streichungen von der Denkmalliste
| Bild                                    | Bezeichnung    | Lage                         | Datierung                                        | Beschreibung | ID       |
| --------------------------------------- | -------------- | ---------------------------- | ------------------------------------------------ | --- | -------- |
| Direkt Bild zu diesem Denkmal hochladen | Häusleranwesen | An der Landeskrone 3 (Karte) | 1804/1806 (Dendro Dachstuhl, beides Fichtenholz) | Obergeschoss Fachwerk teils verbrettert, teils verputzt, baugeschichtlich von Bedeutung; zwischen 2011 und 2017 abgerissen. Einfaches Kehlbalkendach mit stehendem Stuhl, für die Oberlausitz traditionelle Blattverbindungen. | 09269713 |

## Tabellenlegende
- Bild: Bild des Kulturdenkmals, ggf. zusätzlich mit einem Link zu weiteren Fotos des Kulturdenkmals im Medienarchiv Wikimedia Commons. Wenn man auf das Kamerasymbol klickt, können Fotos zu Kulturdenkmalen aus dieser Liste hochgeladen werden:
- Bezeichnung: Denkmalgeschützte Objekte und ggf. Bauwerksname des Kulturdenkmals
- Lage: Straßenname und Hausnummer oder Flurstücknummer des Kulturdenkmals. Die Grundsortierung der Liste erfolgt nach dieser Adresse. Der Link (Karte) führt zu verschiedenen Kartendiensten mit der Position des Kulturdenkmals. Fehlt dieser Link, wurden die Koordinaten noch nicht eingetragen. Sind diese bekannt, können sie über ein Tool mit einer Kartenansicht einfach nachgetragen werden. In dieser Kartenansicht sind Kulturdenkmale ohne Koordinaten mit einem roten bzw. orangen Marker dargestellt und können durch Verschieben auf die richtige Position in der Karte mit Koordinaten versehen werden. Kulturdenkmale ohne Bild sind an einem blauen bzw. roten Marker erkennbar.
- Datierung: Baubeginn, Fertigstellung, Datum der Erstnennung oder grobe zeitliche Einordnung entsprechend des Eintrags in der sächsischen Denkmaldatenbank
- Beschreibung: Kurzcharakteristik des Kulturdenkmals entsprechend des Eintrags in der sächsischen Denkmaldatenbank, ggf. ergänzt durch die dort nur selten veröffentlichten Erfassungstexte oder zusätzliche Informationen
- ID: Vom Landesamt für Denkmalpflege Sachsen vergebene, das Kulturdenkmal eindeutig identifizierende Objekt-Nummer. Der Link führt zum PDF-Denkmaldokument des Landesamtes für Denkmalpflege Sachsen. Bei ehemaligen Kulturdenkmalen können die Objektnummern unbekannt sein und deshalb fehlen bzw. die Links von aus der Datenbank entfernten Objektnummern ins Leere führen. Ein ggf. vorhandenes Icon  führt zu den Angaben des Kulturdenkmals bei Wikidata.

## Ausführliche Denkmaltexte
1. ↑  Beschreibung des Gartendenkmals (Ragnhild Kober, 19. September 2008):
  - Erschließung: Waldwege im Süden und Westen des Wiesentales zum Teil an den Hängen und zum Teil an der oberen Hangkante verlaufend, Dammweg im Wiesental östlich des Teiches, ein das Tal querender Weg
  - Bodenrelief: ein sich von West nach Ost erstreckendes Wiesental, das im Süden und Norden von bewaldeten Hängen begrenzt wird, ein kleines Plateau mit zwei Eschen in der Nähe des Gutshofes im Westen des Tales, ein kleines Plateau mit dem Denkmal der Liebe an der oberen Hangkante südlich des Wiesentales
  - Gartenbauten: in einem kleinen Nebental südlich des Wiesentales eine kleine Brücke
  - Gehölze: im Osten des Gutshofes zwei Eschen auf einem kleinen Plateau, im Nordosten des Herrenhauses ein Solitärbaum (Linde), bewaldete Hänge im Süden und Norden des Wiesentales, Waldsaum zum Tal mit Solitärbäumen und Baumgruppen, in Nähe des Gutshofes im Süden des Wiesentales am Hang vorrangig Altbaumbestand (Buchen), am Denkmal der Liebe zwei Solitärbäume (Linden), im Bereich der Bank vorrangig Linden, Eichen und Eschen sowie einige Hainbuchen, im Süden des Tales am Hang zwischen kleiner Brücke und Teich mehrere kleinere Seitentäler mit Farnen sowie kleinere Vorsprünge im Hang mit Fichten, im Südwesten des Teiches eine Weide, im Norden des Tales Waldfläche mit vorrangig Eichen- und Fichtenbestand, an der Nordostecke dieses Bestandes mehrere Buchen, Gehölzsaum im Norden des Tales mit vorrangig Eichen und Lärchen, im Nordosten des Gutshofes Kastanien im Tal-Bereich, zwei Solitärbäume (Eichen) an der Nordgrenze der im Norden des Gutshofes liegenden Wiese, im Südwesten des Teiches am Herrenhaus eine Saalweide mit mehreren Stämmen und eine große Linde
  - Wasserelemente: Teich im Osten des Wiesentales, Teich im Süden des Herrenhauses mit Uferbefestigung (Bruchsteinmauerwerk) am Nordufer (Ost-, Süd und Westufer mit Betonelementen befestigt, im Süden wird der Bachlauf parallel zum Teich geführt, dieser ist ebenfalls mit Betonelementen gefasst)
  - Ausstattung: im Süd-Bereich eine Bank aus Granitstein als Aussichtsplatz nach Süden
  - Hofpflaster: Hofpflaster vorrangig Basalt, im Süden und Südosten des südlichen Nebengebäudes Hofes Reste von Hofpflaster aus Granit und Basalt
  - Denkmal, genannt „Denkmal der Liebe“: auf einer rechteckigen Granitplatte ein Sandsteinmonolit mit rechteckigem Grundriss, im oberen Teil auf der vorderen Seite ein Relief: Engel führt den an einer Säule (mit der Inschrift „HEIL“) herabsinkenden Sterbenden, am Boden liegen Hut und Wanderstab sowie ein Umhang, auf der Rückseite eine Inschrift: „Denkmal / der Liebe / Dem / früh entschlafenen / Karl Edmund / Schulz / gewidmet“, an den vier Ecken vermutlich ehemals Säulen aus Mohnstielen (nicht mehr vorhanden)mit Kapitellen von Mohnkapseln und Blüten, unten als Wurzelwerk auslaufend, an den Seitenflächen rechts Zweige aus Eichenlaub und links Zweige aus Lorbeer mit kranzartig zueinander geneigten Zweigen, die unten mit Schleifen gebunden sind, das Ganze etwa 2,20 m hoch, alles stark beschädigt (Beschädigungen mutwillig und jüngeren Datums), Standort des Denkmals: an dem Hangweg im Süden des Wiesentales auf einem kleinen Plateau, dem Denkmal gegenüber im Süden eine große Linde, im Westen des Denkmals eine weitere Linde und leicht versetzt auf der östlichen Seite des Denkmals ein Stubben